# Комсомольский (Миякинский район)
Комсомольский (баш. Комсомол) — деревня в Миякинском районе Башкортостана, входит в состав Карановского сельсовета.

## Население
| 2002 | 2009 | 2010 |
| ---- | ---- | ---- |
| 217  | ↗229 | ↘177 |

Национальный состав
Согласно переписи 2002 года, преобладающая национальность — башкиры (73 %).

## Географическое положение
Расстояние до:
- районного центра (Киргиз-Мияки): 20 км,
- центра сельсовета (Каран-Кункас): 13 км,
- ближайшей ж/д станции (Аксёново): 53 км.